# Marcella Rovena
Marcella Rovena (22 de janeiro de 1905 — 6 de outubro de 1991) foi uma atriz italiana. Nascida em Conegliano, começou sua carreira em 1932, com o diretor Nunzio Malasomma, no filme La telefonista.[carece de fontes?]